# Maria Walliser
Maria Walliser (Suiça, 27 de maio de 1963) é uma esquiadora profissional aposentada. Ela foi a campeã no geral da Copa do Mundo de Esqui Alpino em 1986 e 1987.

## Sucessos

### Vitórias na Copa do Mundo

#### Resultados gerais
| Temporada | Prova        |
| --------- | ------------ |
| 1984      | Downhill     |
| 1986      | Geral        |
| 1986      | Downhill     |
| 1986      | Combinado    |
| 1987      | Geral        |
| 1987      | Super G      |
| 1987      | Giant Slalom |

#### Corridas individuais
25 vitórias